# Bacówka pod Bereśnikiem

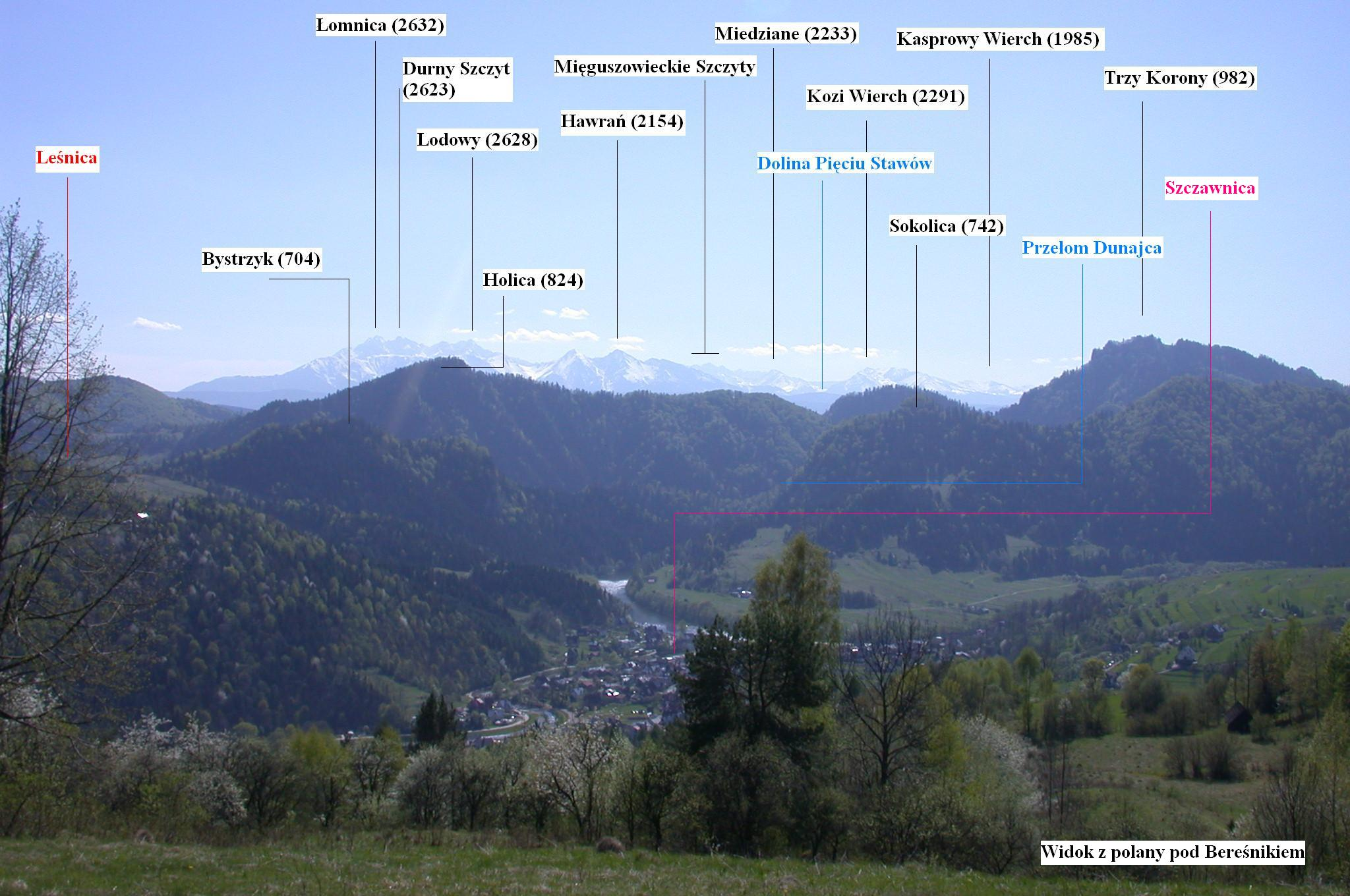
Panorama z okolic schroniska

Bacówka pod Bereśnikiem im. E. Moskały (używa się też nazwy Schronisko pod Bereśnikiem) – górskie schronisko turystyczne położone w Beskidzie Sądeckim, w Paśmie Radziejowej, w okolicach szczytu Bereśnik (843 m).

## Historia
Zostało otwarte dla turystów w 1989 – wybudował je Oddział Pieniński PTTK w Szczawnicy. Schronisko, ze względu na bliskość Szczawnicy będącej miejscowością uzdrowiskową, jest bardzo popularne. Było ostatnim z obiektów turystyki kwalifikowanej (bacówek), wybudowanych z inicjatywy Edwarda Moskały, ale odmienna od innych bacówek architektura oraz położenie blisko miejscowości powoduje, że obecnie rzadko tak jest odbierana. Dysponuje 40 miejscami noclegowymi w pokojach 2-, 4-, 7- i 8-osobowych.
W sierpniu 2009 Bacówka zajęła trzecie miejsce w rankingu schronisk górskich, sporządzonym przez polski magazyn turystyki górskiej n.p.m.
W sierpniu 2013 Bacówce nadano imię patrona – Edwarda Moskały, inicjatora budowy tego typu obiektów.
Z bacówki rozciąga się wspaniała panorama na Tatry oraz Pieniny (szczególnie na pasmo Małych Pienin).

## Szlaki turystyczne
Do bacówki prowadzi żółty szlak turystyczny ze Szczawnicy (↑ 1 h, ↓ 0:40 h), biegnący dalej na Dzwonkówkę (982 m), gdzie łączy się z Głównym Szlakiem Beskidzkim. Ze Szczawnicy można się dostać również szlakiem rowerowym. Przy bacówce zaczyna się czarny szlak turystyczny do wodospadu Zaskalnik (↑ 0:45 h, ↓ 1 h) na Koszarzysku, skąd szlakiem niebieskim w około 30 minut dotrzemy do Szczawnicy